# La Libertad, Olintla
La Libertad är en ort i Mexiko.   Den ligger i kommunen Olintla och delstaten Puebla, i den sydöstra delen av landet, 170 km öster om huvudstaden Mexico City. La Libertad ligger 676 meter över havet och antalet invånare är 382.
Terrängen runt La Libertad är kuperad, och sluttar norrut. Runt La Libertad är det ganska tätbefolkat, med 104 invånare per kvadratkilometer. Närmaste större samhälle är Olintla, 0,93 km norr om La Libertad. Omgivningarna runt La Libertad är en mosaik av jordbruksmark och naturlig växtlighet.